# Філомедуза болівійська
Філомедуза болівійська (Phyllomedusa boliviana) — вид жаб родини Phyllomedusidae. Вид населяє болота і ставки тропічних та субтропічних лісів на півночі Аргентини, у Болівії та на заході Бразилії.